# Shiozawa
Pour les articles homonymes, voir Shiozawa (homonymie).
Shiozawa (塩沢町, Shiozawa-machi) était un bourg situé dans le district de Minamiuonuma, dans la préfecture de Niigata, au Japon.
En 2003, la population était estimée à 20 142 habitants pour une densité de 105,94 personnes par km2. La superficie totale de la zone est de 190,12 km2.
Le 1er octobre 2005, Shiozawa est intégré dans la ville étendue de Minamiuonuma.